# Nilo di Sora
Nilo di Sora, o Nil Sorskij (in russo: Нил Сорский), al secolo Nikolaj Majkov (Николай Майков) (Mosca, 1433 – Isola di Stolobnij, 7 maggio 1508), è stato un monaco cristiano e mistico russo, capo spirituale dei "nestjažateli". È venerato come santo dalla Chiesa ortodossa russa.

## Biografia

### La vita monastica e i pellegrinaggi
Nikolaj Majkov lavorò come scriba e copista prima di divenire monaco con il nome di Nilo. Prese i voti presso il monastero di San Cirillo di Beloozero, che era noto per la sua posizione critica nei confronti della proprietà monastica. A suo tempo lo stesso fondatore del monastero, Cirillo del Lago Bianco, rifiutò delle terre offertegli in dono da vari nobili devoti. I suoi seguaci adottarono gli stessi comportamenti e divennero noti con l'appellativo di "starcy dell'Oltre Volga". L'egumeno Paisij Jaroslavov ebbe grande influenza su Nilo, che diventerà la guida del gruppo.
In seguito il futuro santo intraprese viaggi alla volta dei luoghi più importanti del cristianesimo ortodosso, dalla Terra santa a Costantinopoli e al Monte Athos. Questi viaggi gli consentirono di familiarizzare con la dottrina mistica dell'esicasmo e con la letteratura patristica. Al suo ritorno in Russia nel 1473, fondò un chiostro presso il fiume Sora - non lontano dal monastero di Kirillo-Beloserskij - e vi si stabilì con i suoi seguaci. Qui si dedicò assiduamente alla scrittura.

### Il caso dell'eresia di Novgorod
San Nilo fu coinvolto nella questione dell'eresia di Novgorod, riguardante la setta dei cosiddetti "giudaizzanti". Sembra che nei confronti di essa l'atteggiamento del santo e di Paisij Jaroslavov si dimostrò più tollerante rispetto a quello del resto del clero, guidato dall'arcivescovo Gennadio di Novgorod e da Giuseppe di Volokolamsk. Nel 1489 Gennadio intraprese la strada della lotta contro gli eretici e chiese all'arcivescovo di Rostov di consultare Nilo di Sora e Paisij Jaroslavov, al fine di ottenere la loro assistenza. Tuttavia, i resoconti storici non mettono in luce il risultato dei colloqui. Quello che è noto è che i due monaci presero parte al sinodo del 1490 che trattò il tema dell'eresia e ne influenzarono le decisioni finali. Mentre inizialmente il clero si schierò a favore del rogo per tutti gli eretici, al termine del sinodo prevalse una linea più morbida e solo in pochi furono puniti e semplicemente spretati. Nonostante ciò, negli anni a seguire vi furono comunque casi di uccisioni di eretici a Novgorod e Mosca.

### Insegnamento ed influenza
Gli insegnamenti di Nilo di Sora si svilupparono secondo una linea di misticismo ed ascetismo vicina alla sensibilità dell'esicasta Gregorio del Sinai. Ciò presupponeva che i seguaci si concentrassero sul loro mondo interiore e sulle loro esperienze spirituali come mezzo per giungere all'unità con Dio. Nilo inoltre chiedeva ai monaci di svolgere attività lavorative produttive ed era favorevole a riforme monastiche improntate al mantenimento di uno stile di vita semplice e modesto. Al Sobor del 1503 rappresentò la posizione dei "nestjažateli" (non-possessori), contrari alla proprietà fondiaria monastica, in polemica con i seguaci di Giuseppe di Volokolamsk. In quell'occasione fu supportato dal suo discepolo Vassian Patrikeev che, in seguito, divenne uno dei suoi successori.

## Culto
Non si hanno date certe sulla canonizzazione di San Nilo, tuttavia si presume che sia avvenuta a metà del diciassettesimo secolo.
È celebrato il 7 maggio, giorno in cui ricorre l'anniversario della sua morte nel 1508.